# Brett Gladman
| Odkryte planetoidy: 20     | Odkryte planetoidy: 20 |
| -------------------------- | ---------------------- |
| (44594) 1999 OX3           | 21 lipca 1999          |
| (49673) 1999 RA215         | 13 września 1999       |
| (60620) 2000 FD8           | 27 marca 2000          |
| (60621) 2000 FE8           | 27 marca 2000          |
| (62608) 2000 SD332         | 23 września 2000       |
| (82053) 2000 SZ370         | 23 września 2000       |
| (118698) 2000 OY51         | 28 lipca 2000          |
| (182222) 2000 YU1          | 16 grudnia 2000        |
| (182223) 2000 YC2          | 17 grudnia 2000        |
| (182926) 2002 FU6          | 20 marca 2002          |
| (200198) 1999 RE216        | 2 września 1999        |
| (385191) 1997 RT5          | 7 września 1997        |
| (385533) 2004 QD29         | 19 sierpnia 2004       |
| (418993) 2009 MS9          | 25 czerwca 2009        |
| (422472) 2014 SZ319        | 23 marca 2001          |
| (444025) 2004 HJ79         | 26 kwietnia 2004       |
| (468422) 2000 FA8          | 27 marca 2000          |
| (469610) 2004 HF79         | 24 kwietnia 2004       |
| (506439) 2000 YB2          | 16 grudnia 2000        |
| (524457) 2002 FW6          | 20 marca 2002          |
| 1. 2. 3. 4. 5. 6. 7. 8. 9. |                        |

Brett James Gladman (ur. 19 kwietnia 1966 w Wetaskiwin) – kanadyjski astronom, profesor na Uniwersytecie Kolumbii Brytyjskiej. Jest współodkrywcą 19 księżyców Jowisza, Saturna oraz Urana (m.in. Kalibana i Sykoraksa). W latach 1999–2009 odkrył 20 planetoid, z czego 7 samodzielnie, a 13 wspólnie z innymi astronomami.
Na jego cześć jedną z planetoid nazwano (7638) Gladman.